# مارتن إل. موراي
مارتن إل. موراي (بالإنجليزية: Martin L. Murray) هو سياسي أمريكي، ولد في 16 ديسمبر 1909 في الولايات المتحدة، وتوفي في 1 يوليو 1990 في نفس البلد. حزبياً، نشط في الحزب الديمقراطي. وقد انتخب عضو مجلس ولاية بنسيلفانيا وانتخب عضو مجلس نواب بنسيلفانيا.